# Бельково (Наро-Фоминский район)
Бельково — деревня в Наро-Фоминском районе Московской области, в составе сельского поселения Ташировское. Численность постоянного населения по Всероссийской переписи 2010 года — 3 человека. До 2006 года Бельково входило в состав Крюковского сельского округа.
Деревня расположена в юго-западной части района, у истока реки Шатуха, левом притоке реки Плесенка, примерно в 13 км к западу от города Наро-Фоминска, высота центра над уровнем моря 202 м. Ближайшие населённые пункты в 2 км — Слепушкино на запад и Большие Горки на север.